# Övermarks kyrka
Övermark kyrka ligger i Närpes i Österbotten och hör till Övermark kapellförsamling inom Närpes församling, Borgå stift i Evangelisk-lutherska kyrkan i Finland. Den uppfördes under åren 1875-1878 efter att församlingen 1871 genom ett kejserligt utslag beviljats utträde ur Närpes församling. Arkitekt var Ernst Theodor Granstedt.  
Kyrkan rymmer drygt 1000 personer. Den restaurerades senast åren 2002-03 varvid den också fick sin nuvarande ljusröda färg. 

## Klockstapeln
Klockstapeln byggdes samtidigt med och i samma stil som kyrkan. Den är 30 meter hög och indelad i tre våningar. De tre klockorna av varierande storlek finns i den mellersta våningen.

## Inventarier
Altartavlan som hänger ovanför altaret, som är placerat ad orientem (mot öster), visar en korsfäst Jesus på Golgata. Den är målad år 1933 av Axel Haartman.
Altaret har förfärdigats av två bröder från Närpes, byggmästaren Josef Spelmans och bonden Karl Erik Spelmans. 
Predikstolen är snickrad av bonden Johan Erik Perjus och sytningsman Gabriel Ragvals.

### Orglar
Kyrkan hade 1881 fått överta orgeln från Närpes kyrka byggd av Olof Hedlund 1747. Den hade i ursprungligen 6 stämmor men utvidgades till 8 stämmor. Nuvarande 
orgeln är helmekanisk och byggd 1976 av Kangasala orgelfabrik. Den har 17 stämmor.

## Gravar
Mittemot kyrkan ligger kapellförsamlingens begravningsplats. Invid kyrkan, i det nordöstra hörnet, finns två krigsmonument, ett till åminnelse av de nio soldater från Övermark som stupade i frihetskriget 1918 och ett till åminnelse av de 32 soldater som stupade i vinter- och fortsättningskrigen 1939-44. Sammanlagt finns alltså 41 krigargravar.